# 泰勒錐

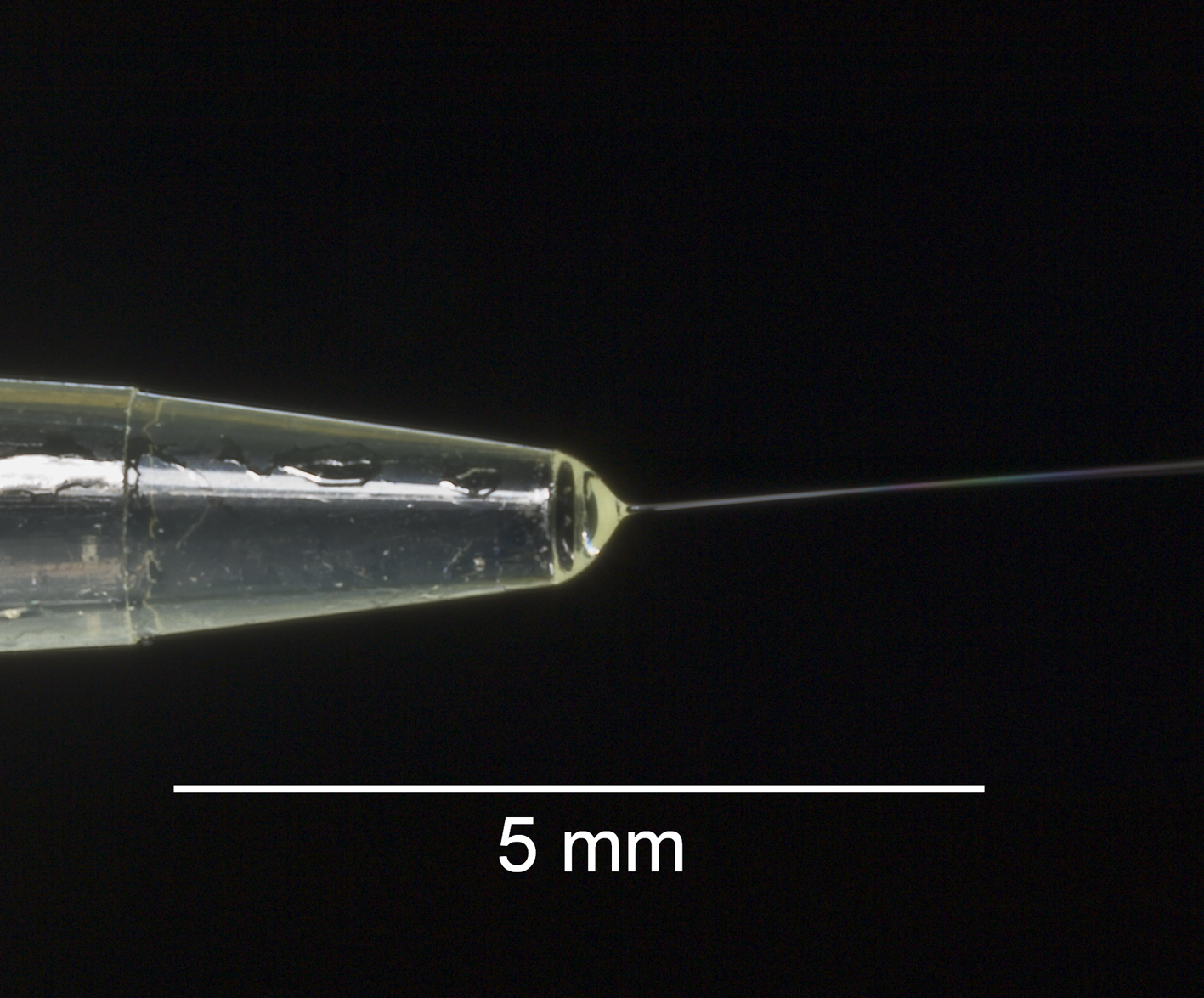
聚乙烯醇在水溶液中液面的照片，纖維從靜電紡絲過程中的泰勒錐抽出

泰勒錐體是指在靜電紡絲、電噴灑和流體動力噴霧過程中觀察到的圓錐體，帶電粒子射流從該過程中發出高於閾值電壓的情形。
除了質譜中的電噴灑游離法，泰勒錐在電場發射的電推進和用於航天精細控制和高效推力的膠體推進器中也很重要。

## 歷史
在電噴灑被 “發現 ”之前，傑弗里·泰勒於1964年描述了這種圓錐形
。這項研究是基於Zeleny的研究結果基礎上進行的，以及其他幾個人的研究，包含：Wilson和Taylor(1925)，Nolan(1926)和麥基(1931)。Zeleny拍攝了強電場中甘油的錐形噴射。泰勒主要針對水滴在強電場中（例如：在暴雷雨中）的行為感興趣。

## 形成

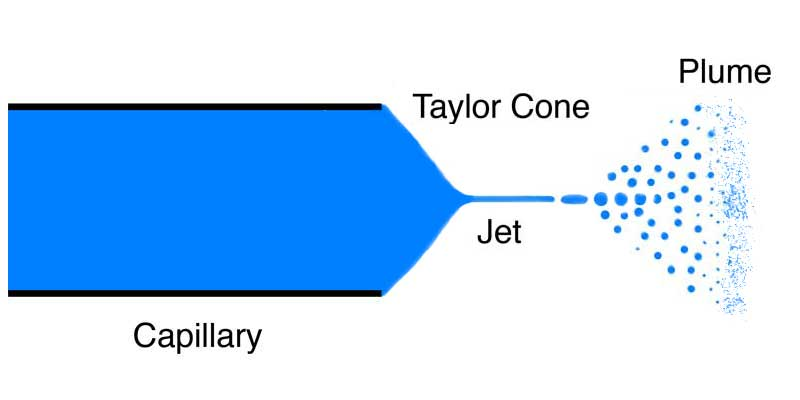
電噴灑中泰勒錐，噴射流以及煙流

當少量的帶電液體曝露在電場中，液體原有的形狀因表面張力而產生變化。隨著電壓上升，電場的影響越顯著。當電場的產生的效應在液滴上與表面張力的大小相似時，凸面和尖頭的圓錐體因此形成，圓椎體的全角(寬度)接近 98.6° 。當達到特定電壓閾值時，略微圓形的尖端翻轉並噴射液體噴射流。這稱為錐形噴射，是電噴灑過程的開始，使得離子可以轉移至氣相。為了達到穩定的錐形噴射，必須使用略高於閾值的電壓。隨著電壓的的進一步增加，更多的液滴分散的模式被發現。“泰勒錐”一詞，可特別指的是準確預測角度的完美錐體的理論極限；或者一般指電噴灑過程開始後的錐體噴射的接近錐形的部分。

## 理論
在1964年，Geoffrey Ingram Taylor爵士描述了此現象，從理論上推導出的一般假設，即在這種條件下形成一個完美的圓錐體需要49.3°的半垂直角度(全角為98.6°)，並證明了這種圓錐體的形狀在噴射流形成之前就接近了理論形狀。該角度被稱之為泰勒角。這個角度跟準確來說是π- θ0，其中θ0為P1/2(cosθ0)的第一個0（1/2階的勒尖得多項式）
Taylor的推導是基於兩個假設：(1)圓錐體的表面是等位面的；（2）圓錐體是處於穩定平衡的狀態。為了滿足這兩個標準，電場必須具有方位角對稱性並具有{\displaystyle {\sqrt {R}}\,}依賴性，以對抗表面張力，從而產生圓錐體。解決方法如下：
{\displaystyle V=V_{0}+AR^{1/2}P_{1/2}(\cos \theta _{0})\,}
其中V=V0（等位面）存在於θ0值處（與R無關）產生一個等位面的圓錐體。對於所有R而言，V=V0的必要角度是介於0和π之間的P1/2(cosθ0)的零點，而這一角度只有一個，即130.7099° 。這個角度的的餘角即泰勒角。